# Ametallon deanthurium
Ametallon deanthurium är en stekelart som beskrevs av Christer Hansson 2004. Ametallon deanthurium ingår i släktet Ametallon och familjen finglanssteklar.
Artens utbredningsområde är Costa Rica. Inga underarter finns listade i Catalogue of Life.